# Barrage El Caracol
Le barrage El Caracol, officiellement dénommé barrage Ingénieur Carlos Ramírez Ulloa, est un barrage du río Balsas, situé sur le territoire des communes d'Apaxtla (es) et Heliodoro Castillo (es), dans l'État du Guerrero, au Mexique.
Le barrage est accessible par une route en provenance d'Apaxtla. Cette route dessert également les quartiers résidentiels dédiés aux employés de la centrale hydroélectrique.
Il a été mis service le 16 décembre 1986, et est couplé à une centrale hydroélectrique capable de générer 600 megawatts d'énergie électrique. Il a une hauteur de 126 m. Le lac du barrage a une capacité de 1 414 hm3.
Le lac de retenue du  Barrage d'Infiernillo commence environ 200 km en aval,.